# 9826 Ehrenfreund
A 9826 Ehrenfreund (ideiglenes jelöléssel 2114 T-3) a Naprendszer kisbolygóövében található aszteroida. Cornelis Johannes van Houten, Ingrid van Houten-Groeneveld és Tom Gehrels fedezte fel 1977. október 16-án.